# Batalha de Tzíralo
A Batalha de Tzíralo (em latim: Tzirallum) foi um confronto travado em 30 de abril de 313, durante a Guerra Civil entre as tropas dos imperadores romanos Licínio (r. 308–324) e Maximino Daia (r. 305–313). A batalha foi travada no Campo Sereno (em latim: Campus Serenus) ou Campo Ergeno (em latim: Campus Ergenus) próximo a Tzíralo, uma localidade atualmente associada com a cidade de Çorlu, na província de Tekirdağ, na região da Trácia Oriental, na Turquia. As fontes clássicas situam o sítio da batalha entre 18 e 36 milhas romanas de Heracleia Perinto (atual Marmara Ereğlisi).
A Batalha de Tzíralo foi resultado de uma série de investidas militares de Maximino Daia contra Licínio devido a seus acordos secretos com o imperador Constantino, o Grande (r. 306–337). Ela resultou numa vitória decisiva de Licínio, apesar de sua considerável desvantagem numérica. Com esta derrota, Maximino Daia foi obrigado a fugir para Nicomédia, a capital oriental, e então para as Portas da Cilícia, onde novamente seria pressionado militarmente pelo imperador vencedor. Ele acabaria morrendo em Tarso e sua família seria assassinada, garantindo a Licínio o controle total da porção oriental do Império Romano.

## Antecedentes
Desde 293, o Império Romano está dividido em duas metades, cada qual governada por um augusto (imperador sênior) e um césar (imperador júnior). Em 311, o imperador sênior do Oriente Galério (r. 293–311) falece e as províncias orientais foram divididas entre seu César Maximino Daia (r. 305–313) e Licínio (r. 308–324), um oficial que desde 308 por determinação da Conferência de Carnunto convocada por Galério era o indivíduo que deveria ocupar a posição de Augusto do Ocidente em detrimento de Magêncio (r. 306–312), filho do ex-Augusto Maximiano (r. 285-305; 310), tido como rebelde.
Licínio manteve as províncias europeias orientais, enquanto Daia tomou posse das províncias asiáticas. No outono de 312, enquanto Constantino, o Grande (r. 306–337) estava lutando com Magêncio, Daia estava ocupado realizando campanha contra o Reino da Armênia. Ele retornaria à Síria em fevereiro de 313, quando descobriu uma aliança forjada entre Constantino e Licínio num encontro realizado em Mediolano (atual Milão, na Itália) após a morte de Magêncio; nele Constância, irmã de Constantino, casou-se com Licínio. Decidido a tomar a iniciativa, Daia deixou a Síria com 70 000 e alcançou a Bitínia, porém seu exército foi gravemente enfraquecido pelo mal tempo.
Em abril de 313, cruzou o Bósforo em direção a Bizâncio (atual Istambul, Turquia), que era mantida pelas tropas de Licínio. Implacável, tomou a cidade após um cerco de onze dias. Ele moveu-se para Heracleia Perinto (atual Marmara Ereğlisi, Turquia), que ele capturou após um cerco de oito dias, antes de mover suas forças para a primeira estação de postagem, dezoito milhas da cidade. Com um exército menor, possivelmente cerca de 30 000, Licínio chegou em Adrianópolis (atual Edirne, na Turquia) enquanto Daia ainda estava sitiando Heracleia e dirigiu-se para um acampamento próximo a segundo estação, mais dezoito milhas à frente. Maximino e Licínio encontraram-se próximo a Tzíralo, atualmente identificada com a cidade de Tzúrulo (atual Çorlu, na Turquia).

## Batalha

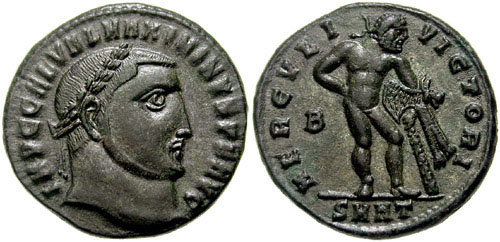
Fólis de Maximino Daia r. emitido em Heracleia Perinto ca. 313

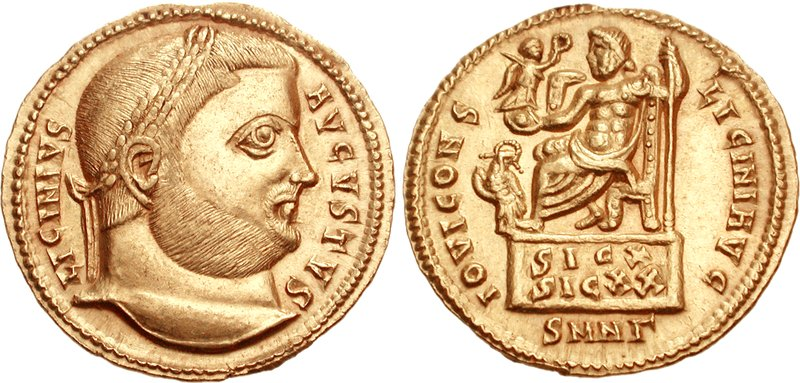
Soldo de Licínio r. emitido na Nicomédia ca. 317-318

Lactâncio, um autor cristão do século IV e conselheiro de Constantino, é a principal fonte sobre a batalha. Segundo ele, quando os exércitos se encontraram na véspera do embate, Maximino Daia fez juramento a Júpiter que caso obtivesse vitória extinguiria e apagaria o nome dos cristãos, enquanto Licínio alegadamente teria recebido em sonho um anjo de Deus que disse-lhe para se levantar imediatamente e fazer uma oração para Deus, o que lhe asseguraria a vitória. Licínio teria despertado e rapidamente se dirigiu a um de seus secretários, transmitindo-lhe a oração a ser entoada tal qual ouvira em sonho:
| “ | Deus Supremo, nós Te pedimos; Santo Deus, nós Te pedimos; a Ti recomendamos tudo bem; a Ti recomendamos a nossa segurança; a Ti recomendamos nosso império. Por Ti vivemos, por Ti estamos vitoriosos e felizes. Santo Deus Supremo, ouça nossas preces; para Ti estendemos nosso braços. Outra, Santo Deus Supremo. | ” |

Cópias da oração teriam sido distribuídas entre os principais comandantes que ensinaram-a aos soldados. Licínio pretendia iniciar a batalha nas calendas de maio (1 de maio) para derrotar seu rival no aniversário de oito anos do reinado dele como césar, mas Maximino Daia apressou o conflito para a véspera das calendas para que pudesse triunfar em seu aniversário. Os exércitos aproximaram-se e posicionaram-se à vista uns dos outros. Os soldados de Licínio colocaram seus escudos no chão, retiraram seus elmos e, seguindo o exemplo de seus comandantes, estenderam suas mãos ao céu e repetiram a oração entoada pelo imperador. Feito isso prepararam-se para lutar cheios de coragem.
Licínio e Daia aproximaram para uma conferência: após um período de negociações infrutíferas, no qual ambos os imperadores tentaram ganhar a lealdade do exército rival, a luta era inevitável. As trombetas ecoaram e os soldados avançaram, com as tropas licinianas tomando a dianteira. Segundo Lactâncio, as tropas de Maximino Daia, apavoradas, não foram capazes de desembainhar suas espadas ou lançar seus dardos e acabaram massacradas por Licínio, sem qualquer resistência.

## Rescaldo
Após numerosas baixas, Daia livrou-se da púrpura imperial e vestiu-se como um escravo para fugir a Nicomédia. Acreditando ainda possuir uma chance de vencer, Daia tentou parar o avanço de Licínio nas Portas da Cilícia ao estabelecer fortificações ali. O exército de Licínio, contudo, foi capaz de atravessar, forçando Daia a retirar-se para Tarso, onde Licínio continuou a pressioná-lo por terra e mar. A guerra entre eles terminou com a morte de Daia em julho ou agosto de 313 e o assassinato da mulher e filhos do falecido.